# Pseudogoera singularis
Pseudogoera singularis är en nattsländeart som beskrevs av Carpenter 1933. Pseudogoera singularis ingår i släktet Pseudogoera och familjen böjrörsnattsländor. Inga underarter finns listade i Catalogue of Life.